# Neophylax fenestratus
Neophylax fenestratus är en nattsländeart som först beskrevs av Banks 1940.  Neophylax fenestratus ingår i släktet Neophylax och familjen Uenoidae. Inga underarter finns listade i Catalogue of Life.